# Frosolone
Frosolone község (comune) Olaszország Molise régiójában, Isernia megyében.

## Fekvése
A megye keleti részén fekszik, a Monte Marchetta lábainál. Határai: Carpinone, Casalciprano, Civitanova del Sannio, Duronia, Macchiagodena, Molise, Sant’Elena Sannita, Sessano del Molise és Torella del Sannio.

## Története
A település elődjét valószínűleg az oszkok alapították Fresilia néven. A mai település a longobárd időkben alakult ki és hosszú ideig az Iserniai Grófság része volt. A 19. században nyerte el önállóságát, amikor a Nápolyi Királyságban felszámolták a feudalizmust. Korabeli épületeinek nagy része az 1805-ös földrengésben elpusztult.

## Népessége
A népesség számának alakulása:

## Főbb látnivalói
- Santa Maria Assunta-templom
- San Pietro-templom
- Corso Garibaldi - a település főutcája 17-18. századi épületekkel